# 김대홍 (기자)
김대홍(金大弘, 1967년 ~ )은 대한민국의 KBS 보도본부의 기자이다.

## 학력
- 중앙대학교 정치외교학과 학사

## 경력
- 1995년 10월 KBS 22기 공채 기자 입사
- KBS 제주방송총국 보도본부 기자
- KBS 보도본부 과학부 기자
- KBS 보도본부 사회부 기자
- KBS 보도본부 편집부 기자
- KBS 보도본부 경제부 기자
- KBS 보도본부 보도제작국 기자
- KBS 보도본부 도쿄 특파원
- KBS 보도본부 뉴스전문위원(해설위원)
- 중앙대학교 언론동문회장

## 방송
| 연도                    | 방송사 | 제목            | 담당 | 비고 |
| ----------------------- | ------ | --------------- | ---- | ---- |
| 2023년 11월 19일 ~ 현재 | KBS1   | 일요진단 라이브 | 진행 |      |